# Alínea

Alínea é a nova linha de um texto, a qual abre um parágrafo. Pode designar também cada uma das subdivisões de um artigo de lei, decreto, resolução, código ou regulamento interno, designadas por a), b), c) em diante, geralmente para fins de enumeração.